# スファエロセパルム科
スファエロセパルム科（スファエロセパルムか、学名：Sphaerosepalaceae Tiegh.）は、2属14種含まれる被子植物の科であり、マダガスカルの固有種である。本科は、かつて、Rhopalocarpaceaeとされていた。